# 周益齋
周益齋（英語：Joseph Zhou Yi-zhai，—1983年10月26日，聖名：若瑟），是天主教中國籍神父及愛國會非法自選自聖主教，被教宗絕罰。自稱擔任蚌埠教區主教。

## 生平
1958年4月，周益齋未經聖座准許，由中國官方組織愛國會安排非法自選自聖。由濟南總教區非法主教董文隆祝聖晉牧，並自稱是接替趙信義出任蚌埠教區正權主教。事後，因為周益齋在未獲得時任教宗庇護十二世准許，自選自聖違反《天主教法典》被絕罰。
1983年10月26日，周益齋在中國安徽省去世。直至周益齋死後，仍未獲得教宗認可和赦免。